# Tugoj uzel
Tugoj uzel (Тугой узел) è un film del 1956 diretto da Michail Abramovič Švejcer.